# Aero Boero
Aero Boero S.A. es una empresa fabricante de aviones en la Provincia de Córdoba, Argentina. Fue creada en 1956 por los hermanos Héctor y Cesar Boero y por el Sr. Celestino Barale, en la localidad de Morteros de esa provincia.

## Historia
Engendrada inicialmente como una empresa dedicada al mantenimiento aeronáutico, denominándose originalmente "Aero Talleres Boero", comenzó su actividad brindando servicios de mantenimiento y reparación de aeronaves de aviación general, especialmente las utilizadas en las actividades de fumigación.
Las tareas de reparación y restauración muchas veces resultaron ser tan laboriosas que, en muchos casos, se pensó que tal vez resultaría más sencillo construir una aeronave desde cero que repararla. Esta idea llevó a estos emprendedores a pensar en diseñar y construir sus propias aeronaves.
Desde que su primer modelo fuera concebido, el Aero Boero AB-95, y durante sus casi 6 décadas de historia, la actividad de esta empresa se basó en la fabricación de aviones entrenadores y utilitarios livianos para usos civiles, agrícolas y gubernamentales. Su producción se ha exportado con gran éxito a Chile, Uruguay y en especial al Brasil, donde se han entregado más de 400 ejemplares, entre aviones entrenadores, remolcadores y utilitarios.
Al 2016, aunque la empresa no ha desaparecido como tal, la producción de aviones ha cesado hasta casi la nulidad desde hace más de 15 años, limitándose su actividad a brindar un acotado soporte técnico a sus clientes, a tareas de restauración de algunas unidades, y a la provisión de documentación técnica de mantenimiento y piezas de repuesto.
En la ciudad de Morteros, donde aún se conservan sus instalaciones, se añoran los años dorados donde la Aero Boero fue una referente de la industria aeronáutica argentina y muchos mantienen las esperanzas de que alguna vez resurja esta empresa que fuera, y aún es, orgullo de los morterenses.

## Modelos
- Aero Boero AB-95, Avión entrenador y utilitario de 2 plazas, primera aeronave de producción (Primer vuelo: 1959).
- Aero Boero AB-115, avión entrenador de 2/3 plazas (mejora del AB-95 con mayor potencia, 115 HP)
- Aero Boero AB-150, avión entrenador y utilitario de 2/3 plazas (versión del AB-115 con mayor potencia, 150 HP)
- Aero Boero AB-180, avión utilitario, remolcador y fumigador, de 2/3 plazas (Primer vuelo: 1967, 180 HP)
- Aero Boero AB-210, prototipo de avión utilitario de 4 plazas (Primer vuelo: 1971).
- Aero Boero AB-260, prototipo de avión utilitario de 4 plazas.
- Aero Boero AB-260AG, prototipo de avión agrícola de 1/2 plazas (Primer vuelo: 1973)